# Sumter (Carolina del Sur)
Sumter es una ciudad situada en el estado de Carolina del Sur, en los Estados Unidos.Es sede del condado homónimo. La ciudad en el año 2000 tiene una población de 59.180 habitantes en una superficie de 53 km², con una densidad poblacional de 596.6 personas por km². 

## Geografía
Sumter se encuentra ubicada en las coordenadas 33°55′37″N 80°21′49″O / 33.92694, -80.36361. Según la Oficina del Censo, la ciudad tiene un área total de 53 km² (20,5 mi²), de la cual 50,8 km² (19,6 mi²) es tierra y 4,2 km² (1,6 mi²) (0.60%) es agua.

## Demografía
En el 2000 la renta per cápita promedia del hogar era de $39.264, y el ingreso promedio para una familia era de $55.328. El ingreso per cápita para la localidad era de $36.949. En 2000 los hombres tenían un ingreso per cápita de $37.078 contra $32.002 para las mujeres. Alrededor del 26.60% de la población estaba bajo el umbral de pobreza nacional. 

### Localidades adyacentes
El siguiente diagrama muestra a las localidades en un radio de 8 kilómetros (5 mi) de Sumter.

## Principales carreteras
- I-95
- U.S. 15
- U.S. 76
- U.S. 378
- U.S. 401
- U.S. 521
- Carretera de Carolina del Sur 120
- SC 261
- Carretera de Carolina del Sur 441
- Carretera de Carolina del Sur 762